# إيرني يونغ (لاعب كرة قاعدة)
إيرني يونغ (بالإنجليزية: Ernie Young) هو لاعب كرة قاعدة أمريكي، ولد في 8 يوليو 1969 في شيكاغو في الولايات المتحدة.

## وصلات خارجية
- إيرني يونغ على موقع الدوري الياباني لكرة القاعدة (الإنجليزية)
- إيرني يونغ على موقعبيزبول رفرنس.كوم (الدوري الرئيسي) (الإنجليزية)
- إيرني يونغ على موقعبيزبول رفرنس.كوم (الدوري الثانوي) (الإنجليزية)
- إيرني يونغ على موقع مشجعي الرسوم البيانية (الإنجليزية)
- إيرني يونغ على موقع أوليمبيديا (الإنجليزية)